# آلفرد دیایه
آلفرد جان مومار دیایه (فرانسوی: Alfred John Momar N'Diaye‎؛ زادهٔ ۶ مارس ۱۹۹۰) بازیکن فوتبال اهل سنگال است.
از باشگاه‌هایی که در آن بازی کرده‌است می‌توان به نانسی، بورسااسپور، ساندرلند، اسکی‌شهراسپور، بتیس، ویارئال، هال سیتی، ولورهمپتون واندررز و مالاگا اشاره کرد.
وی همچنین در تیم ملی فوتبال سنگال بازی کرده‌است.